# Ursus arctos syriacus
El oso pardo sirio (Ursus arctos syriacus) es la subespecie más pequeña de oso pardo (Ursus arctos). Es un animal omnívoro que se nutre casi de cualquier tipo de alimento incluida carne, hierba y fruta.

## Información
Como corresponde a una región de clima relativamente cálido, es un oso de pequeño tamaño (menos de 250 kg). Ha sido exterminado de lo que hoy son Israel, Jordania y Palestina, y sobrevive en Turquía, Irak e Irán de forma confirmada. En 2004 por primera vez en décadas, se registraron huellas de oso en la nieve de los montes Anti-Líbano (en Siria), confirmándose el registro en 2011. 
En Turquía habita en los bosques mediterráneos, caducos y de coníferas, mientras que en Irán se encuentra en dos enclaves: el centro de los montes Elburz y los montes Zagros. Los estudios genéticos avalan su estrecho parentesco con los extintos osos del Atlas, ocupando linajes hermanos, esto es, que ambas subespecies comparten un ancestro común.